# Роберт II (Хеспенгау)
Роберт II фон Хеспенгау (на немски: Robert II (Rodbert, Chrodobert) von Hespengau, на френски: Robert II de Hesbaye; * 770; † 12 юли 807) от род Робертини, е франкски граф на Вормсгау, Рейнгау, Оберрейнгау (795/807), херцог на Хеспенгау през 800 г., господар на Динхайм (795).

## Произход и наследници
Син е на Турингберт (* 735; † 770), граф в Хеспенгау и Вормсгау. Внук е на херцог и граф Роберт I/Руперт I от Хеспенгау († пр. 764). Племенник е на Канкор († 771/сл. 782), граф в Алемания, Хеспенгау и Оберрейнгау.
Роберт II е баща на Роберт/Рутперт III (* ок. 781; † пр. 834), който го наследява като граф във Вормсгау и в Оберрейнгау (812/830), женен 808 г. за Вилтруд (Валдрада) от Орлеан, дъщеря наследничка на граф Адриан от Орлеан. Така той е дядо на Робер Силни († 866) и прадядо на двамата крале на Западното франкско кралство Одо (упр. 888 – 898) и Робер I (упр. (922 – 923).